# Kyat
El kyat (en birmà , literalment "rodó") és la unitat monetària de Myanmar, estat del sud-est asiàtic conegut tradicionalment com a Birmània. El codi ISO 4217 és MMK i s'acostuma a abreujar K. Es divideix en 100 pyas (ပ္ရား).

## Història
Els primers kyats eren unes monedes d'or i de plata existents fins al 1889, que es dividien en 20 pe, cadascun dels quals subdividit en 4 pya. 16 kyats de plata equivalien a un d'or. Quan els britànics van conquerir Birmània, el kyat fou substituït per la rupia índia.
El 1943 es va tornar a introduir el kyat durant l'ocupació japonesa de Birmània a la Segona Guerra Mundial. Es dividia en 100 cents i va substituir la primerenca rupia birmana que havien emès els japonesos en termes paritaris (1 kyat = 1 rupia birmana). Va tornar a quedar sense valor a l'acabament de la guerra, quan es va reintroduir la moneda índia, que feia emissions especials per a Birmània.
El kyat actual es va introduir l'1 de juliol del 1952, en substitució de la rupia en termes paritaris.

## Monedes i bitllets
Emès pel Banc Central de Myanmar (မ္ရန္‌မာနုိင္‌ငံတော္‌ဗဟုိဘဏ္, Myanma Naingngandaw Bahuibhan), en circulen monedes de 10, 25 i 50 pyas i d'1, 5, 10, 50 i 100 kyats, i bitllets de 50 pyas i d'1, 5, 10, 20, 50, 100, 200, 500, 1.000 5.000 i 10,000kyats. La moneda fraccionària, tanmateix, gairebé no circula, igual com els valors d'1 i 5 kyats.

## Taxes de canvi
- 1 EUR = 8,41766 MMK (24 de febrer del 2007)
- 1 USD = 6,39275 MMK (24 de febrer del 2007)